# Petrovina Turopoljska
Petrovina Turopoljska is een plaats in de gemeente Velika Gorica in de Kroatische provincie Zagreb. De plaats telt 507 inwoners (2001).